# Тогусов, Кольбай
Кольбай Тогусов (каз. Көлбай Төгісұлы; 1879, село Ойшилик, Зайсанский уезд, Семипалатинская область, Российская империя — 1919, Омск) — казахский писатель, драматург. Также известен под псевдонимом Кольбай Найманский.

## Биография
Происходит из подрода байжигит рода каракерей племени найман. Окончил в 1900 юридический факультет Санкт-Петербургского университета. Работал писарем у судьи Карагандинской и Семипалатинской областей. Сотрудничал в журнале «Айкап» и газете «Бакыт», «Семипалатинский листок», «Алаш», «Революционная мысль», «Үш жүз», где публиковал статьи, посвященные политическим и социальным проблемам казахского общества. В ноябре 1917 года в Петропавловске была образована во главе с Тогусовым партия «Үш жүз», которая не признавала партию «Алаш» и вела борьбу против нее. После Октябрьской революции партия выступала в поддержку Советской власти. В 1919 году за связь с большевиками был казнен белогвардейскими властями. Печатался под псевдонимом «К. Найманский».
Основные сочинения: пьеса «Жертва невежества» (1915). Тогусову принадлежат стихи «Hаше горе», «Прощай», «Сверстнику», «Печаль» и другие.